# Bibliotheek van Alexandrië
De Koninklijke Bibliotheek van Alexandrië was in haar glorietijd de grootste bibliotheek van het Middellandse Zeegebied. Zij werd aan het begin van de 3e eeuw v.Chr. opgericht in de hoofdstad Alexandrië van het Grieks-Egyptische Rijk door koning Ptolemaeus II Philadelphus. Het oude Egypte van de farao's was in 333 v.Chr. veroverd door de Macedonische Grieken onder Alexander de Grote en vormde vanaf toen een kerngebied van de hellenistische wereld. Lange tijd was de bibliotheek het centrum van de westerse kennis in de klassieke oudheid.

## Gebouw en collectie

### Gebouw
Ptolemeus' vader Ptolemaeus I Soter, een voormalige generaal van Alexander de Grote, had reeds een Mouseion, of tempel van de 'muzen', de godinnen van de wetenschappen en schone kunsten, opgericht en Ptolemeus wilde deze uitbreiden met een bibliotheek die de meest complete van de hellenistische wereld moest worden. Als zodanig was de bibliotheek een prestigeobject om Ptolemeus' naburige diadochen, zijn Hellenistisch-Griekse collega-koningen in 'grandeur' te overtroeven.
Er zijn geen historische bronnen of afbeeldingen voorhanden die het gebouw beschrijven waarin de bibliotheek was gehuisvest. Toenmalige chroniqueurs vonden het overbodig een zo bekend bouwwerk te beschrijven. Na de verwoesting van de bibliotheek schreef Athenaeus van Naucratis: Waarom zou ik erover spreken, aangezien het in het geheugen van alle mensen staat gegrift? Niettemin kwam de 20e-eeuwse Italiaanse classicus Luciano Canfora na onderzoek van alle beschikbare bronnen tot de volgende suggestie. De bibliotheek als onderdeel van het Mouseion bestond uit een erg lange, hoge zaal of gang. De wanden waren voorzien van eindeloos lange bibliothekai, een begrip dat verwees naar de nissen waar boekrollen werden bewaard. Boven deze nis hing de volgende tekst: "De plaats voor genezing van de ziel". Aan de andere zijde van de bibliothekai bevond zich een aantal ruimtes ingericht als werkruimte, ontmoetingsplaats of om gemeenschappelijk maaltijden te gebruiken.
Bij archeologische opgravingen door een Pools-Egyptisch team in het brucheion, het koninklijke kwartier van het antieke Alexandrië waar de bibliotheek gevestigd was, zouden in 2004 restanten van collegezalen van het Mouseion zijn gevonden. Er zijn tot nu toe 15 ruimtes blootgelegd waar aan ongeveer 5.000 studenten onderdak kon worden geboden.

### Collectie
De eerste bibliothecaris was Demetrios Phalerios, een student van Aristoteles. De boekencollectie van Aristoteles, die hij naar Alexandrië had meegenomen, werd het beginpunt van de nieuwe bibliotheek. De 'boekenliefde' van de opeenvolgende Ptolemaeën en hun bibliothecarissen ging zo ver dat iedere handelskaravaan en schip dat de stad aandeed op nog onbekende boeken werd doorzocht, die dan werden gevorderd. Deze werden aan de bibliotheek toegevoegd waarna de oorspronkelijke eigenaars kopieën kregen. Er is een anekdote dat Ptolemeus zijn kopieerders naar Athene stuurde om de originele boeken van de Griekse tragedieschrijvers, die daar nog steeds werden bewaard, over te schrijven. Nadat deze hun werk gedaan hadden en in Alexandrië waren teruggekomen, kwamen de Atheners erachter dat de bezoekers de originelen naar Egypte hadden meegenomen en ze de kopieën in Athene hadden laten liggen. De Atheners hebben voor zover bekend hun originelen nooit meer teruggekregen.
Naar alle windstreken, van Spanje tot India, werden opkopers gestuurd die moesten proberen zo veel mogelijk onbekende boeken te verwerven. Op het hoogtepunt in de 1e eeuw v.Chr. bevatte de bibliotheek tussen de 400.000 en 700.000 boekrollen. De bibliotheek lag tegen die tijd verspreid over verschillende gebouwen in de stad en behalve in het Mouseion was er een kleinere afdeling in het Serapeum, serapeion, en in het koninklijke paleis zelf.
De bibliotheek van Alexandrië was thematisch opgedeeld in gebieden die door de bibliothecarissen waren bedacht, maar ieder onderdeel op zich groeide gestaag uit tot een eigen bibliotheek. De bibliotheek stond zo model voor alle latere openbare bewaarplaatsen van boeken.

## Betekenis van de bibliotheek

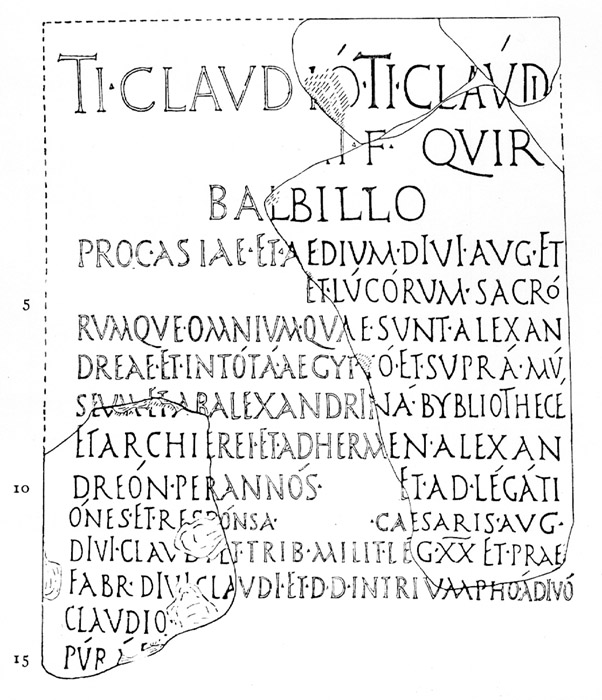
Deze inscriptie met betrekking tot Tiberius Claudius Balbillus van Rome (79 na Chr.) vermeldt "ALEXANDRINA BYBLIOTHECE" (achtste regel)

### Internationaal studiecentrum
Door deze concentratie van informatie over allerlei wetenschappen en kennisgebieden trok de bibliotheek bewust studenten en geleerden aan uit de hele beschaafde wereld. De bibliotheek fungeerde niet alleen als de bewaarplaats van het collectieve geheugen maar werd uitgebouwd tot een heus studiecentrum. De Ptolemaeën nodigden daartoe vooraanstaande wetenschappers zoals Euclides en Archimedes uit om zich in Alexandrië te vestigen en te voorzien van een voorschot zonder tegenprestatie om van de bibliotheek gebruik te maken. Op deze wijze werden de teksten uit de boeken kritisch gelezen, synopsissen en compendia geschreven en doorgegeven aan nieuwe generaties. Dit was allemaal zo geregeld om het prestige van de koning nog meer te verhogen. Meer beroemde geleerden als Heron en Eratosthenes hebben aan het Mouseion gestudeerd.
Er zijn nog een paar indexen van de bibliotheek bewaard gebleven, zodat we weten wat er zoal voor boeken werden bewaard, maar ook wat er verloren is gegaan. Alle Griekse tragedie- en komedieschrijvers waren compleet aanwezig, evenals alle werken van de Griekse wetenschappers en filosofen. Er waren in de latere periode ook de vertalingen en originelen van alle Latijnse schrijvers aanwezig. Naast de Griekse literatuur die er werd bewerkt, werd er ook veel vertaald uit de omringende andere culturen. Zo weten we dat er een compleet overzicht was van de lange geschiedenis van Mesopotamië, natuurlijk de geschiedenis van Egypte, en ook van Carthago en Fenicië. Zelfs van het verre India had men een geschiedenis vanaf de vroegste tijden toen daar de Indusbeschaving tot bloei kwam. Er werden ook de religieuze geschriften van de bekende godsdiensten vertaald, zoals van het zoroastrisme, het nog jonge boeddhisme, het al oude hindoeïsme en ook werd er de Tenach in het Grieks vertaald, bekend geworden als de Septuagint.

### Bibliothecarissen
De volgende lijst is gebaseerd op onder andere het werk van Johannes Tzetzes: 'Plautin Scholium' en de Oxyrhynchus papyri.
- Demetrius van Phalerum – Deze richtte mede tussen 290 en 283 de Mouseion bibliotheek in.
- Zenodotus van Efese 285-270/260 – Alexander de Aetoliër werkte onder zijn supervisie aan de editie en rangschikking van tragedies, Lycrophon van Chalcidië aan de komedies.
- Callimachus 260-240 – Samensteller van de Pinakes, tabellen, van de Griekse auteurs in de bibliotheek. Het was de eerste onderwerpscatalogus in 120 papyrusrollen met een classificatie in de volgende hoofdrubrieken: retorica, recht, epiek, tragedies, komedies, lyriek, geschiedenis, filosofie, geneeskunde, wiskunde, natuurwetenschappen en overige.
- Apollonius Rhodius 240-230
- Eratosthenes 235-204/195
- Aristophanes van Byzantium 202/194-180 – Reviseerde de Pinakes en stelde als eerste een canon samen van Griekse schrijvers, de Alexandrijnse canon van auteurs die het waard waren om te worden gekopieerd
- Apollonius Eidographos 186-175
- Aristarchos van Samothrace omstreeks 215-145 v.Chr. – na conflict uitgeweken naar Pergamon
- Kydas, de speerdragers 145-116
- Onesander of Onosander van Paphos, of van Cyprus 100-89
- Didymus Chalcenterus 63-10
- Chaeremon van Alexandrië 1e eeuw na Christus
- Dionysius, zoon van Glaucus 100-120
- Caius Julius Vasinus 120-130
- Diophantus 3e eeuw
- Theon van Alexandrië 4e eeuw tot 391

### Concurrentie uit Pergamon
De koning van Pergamon werd afgunstig door de roem van Ptolemeus als 'cultuurbeschermer' en begon ook met de bouw van een grote bibliotheek. Ptolemeus verbood daarop de uitvoer van papyrus, dat waarop de boekrollen werden geschreven. Doordat Egypte het monopolie op de productie van papyrus had, was de koning van Pergamon gedwongen om een ander materiaal te zoeken voor zijn boeken. Dit werd het perkament, geprepareerd vel van runderen en schapen. Perkament is waarschijnlijk van Pergamon afgeleid. Alexandrië en Pergamon probeerden elkaar in de eerste eeuwen voor Christus steeds dwars te zitten om zelf het eerste bepaalde zeldzame geschriften in hun collectie te hebben.

### Latere geschiedenis
Het organisatiemodel van de bibliotheek met studieruimtes, leszalen en kopieerkamers was waarschijnlijk de oorsprong van het organisatiemodel voor de kloosters en universiteiten uit de middeleeuwen. De eerste christelijke kloosters, zoals in Wadi Natroen, werden ook in Egypte gesticht en verspreidden zich van hieruit over de rest van de christelijke wereld.
De hedendaagse wiskunde is voor een groot deel voortgebouwd op de kennis die in de bibliotheek van Ptolemaeus bekend was. Ook de deelgebieden van de natuurkunde zoals astronomie, mechanica, pneumatica en optica werden in Alexandrië begonnen en verder gedurende de Romeinse tijd en in de middeleeuwen ontwikkeld. Disciplines als de grammatica en tekstkritiek stammen uit Alexandrië. De conclusie kan worden getrokken dat, hoewel bijna alle werken over geschiedenis, occultisme, 'heidense' religie en seculiere literatuur als poëzie en toneelspelen verloren zijn gegaan, er nog opmerkelijk veel bewaard is gebleven. Vooral via middeleeuwse islamitische geleerden, zoals via het Huis der Wijsheid in Bagdad, is veel kennis bewaard gebleven.
Daarnaast werd wat aan onder andere wiskunde, natuurkunde en biologische kennis verloren is gegaan later opnieuw ontdekt. Het heersende gevoel dat er met het verdwijnen van de bibliotheek een enorme ramp plaatsvond voor de wetenschap is eigenlijk alleen waar voor zover het de geschiedenis betreft, omdat van de geschiedschrijving uit de oudheid en de antieke literatuur inderdaad niet veel voor de moderne tijd bewaard is gebleven.

### Alexandrië, een mythische betekenis
De bibliotheek van Alexandrië was een icoon van het hellenisme. De bibliotheek met haar groei en verval staat model voor alle vormen van het ordenen van kennis uit schriftelijke bronnen en van boeken, tot aan het aanleggen van een privé-bibliotheek toe. Geschreven informatie wordt tegenwoordig op elektronische media vastgelegd, maar nog steeds op een manier dat ze het in Alexandrië hebben bedacht.

## Neergang

### Langzame teloorgang
Bibliotheken waren altijd al kwetsbaar voor brand of werden het voorwerp van georganiseerde boekverbranding. De bibliotheek van Alexandrië was hierop geen uitzondering. Zoals niet duidelijk is hoe de bibliotheek eruitzag, weten wij evenmin iets zeker over de verdwijning ervan, en of die plotseling of geleidelijk verliep.
De eerste vermeende verwoesting was door de brand die in 48 v.Chr. uitbrak bij het beleg van Alexandrië door de Julius Caesar. De bibliotheek is volgens Plutarchus toen ook afgebrand, maar daar wordt aan getwijfeld omdat hij pas later met zijn bewering is gekomen en er maar weinig andere bronnen bekend voor zijn. Alleen Seneca biedt enige steun door te spreken over 40.000 verbrande boekrollen. Daar wordt daarentegen van gedacht dat het vuur naar de havenpakhuizen is overgeslagen, zoals vermeld door Cassius Dio en Orosius: het zouden nog niet geloste aanwinsten zijn geweest of zelfs blanco papyrusrollen bedoeld voor export. 
Als er al geschriften verloren waren gegaan, werd het door Marcus Antonius goedgemaakt door aan zijn geliefde Cleopatra de bibliotheek van Pergamon te schenken die inmiddels een indrukwekkend aantal van 200.000 boekrollen telde. Wat de inwoners van Pergamon daarvan vonden wordt niet vermeld. Doordat de dynastie van de Ptolemaeën met de dood van Cleopatra ophield te bestaan en Egypte bij het Romeinse Rijk omstreeks 30 v.Chr. werd ingelijfd, was de belangrijkste geldbron voor de bibliotheek verdwenen. De Romeinse gouverneurs die Egypte voortaan bestuurden waren over het algemeen niet geïnteresseerd in financiële steun voor de bibliotheek van de Ptolemaeën en lieten dit aan rijke bibliofielen over. Sommige keizers, zoals Augustus en Claudius, schijnen nog veel boeken en geld voor renovatie te hebben gegeven, maar dat waren uitzonderingen.
De collectie werd toch steeds meer verwaarloosd. Het handmatige, dus dure kopiëren van versleten boeken bleef steeds meer achterwege en ook het verwerven van nieuwe exemplaren kwam grotendeels tot stilstand. In de volgende eeuwen kwamen ook geregeld kleine en grote branden voor in het dikwijls onrustige Alexandrië. Omdat de grote bevolking, die etnisch en godsdienstig gemengd was en vaak in onderlinge strijd was verwikkeld, greep het leger soms op gewelddadige wijze in met alle desastreuze gevolgen van dien. Deze 'burgeroorlogen' werden in toenemende mate mede veroorzaakt door het groeiende christendom, dat steeds fanatieker werd in het bestrijden van 'heidense' symbolen zoals tempels, godenbeelden en wereldse literatuur. Doordat er nu ook geen geregelde aanvulling meer kwam voor de collectie en er bijna geen onderhoud meer werd gepleegd, verminderde het aantal boeken onafwendbaar door slijtage, diefstal en vandalisme.

### Einde
Het is niet bekend of er een specifieke gebeurtenis is aan te wijzen die verantwoordelijk is voor het einde van de bibliotheek. Er zijn verschillende verklaringen in omloop:
- Vernietiging door Julius Caesar toen hij Egypte bezette. Dit lijkt onwaarschijnlijk omdat er tot in de vierde eeuw berichten zijn over de bibliotheek.
- Vernietiging door christelijke monniken die buiten de stad in de woestijn woonden, onder andere in Wadi Natroen, tegen het eind van de 4e eeuw[9]
- Keizer Theodosius I gaf in 391 een edict uit waarin de Romeinse tempels tot verboden terrein werden verklaard en hij herhaalde enkele maanden later dit edict speciaal voor Egypte. Groepen monniken onder leiding van patriarch Theophilus van Alexandrië vielen in de zomer van 391 het nabijgelegen Serapeum aan en vernietigden de tempel. De boekencollectie van de bibliotheek is waarschijnlijk ook verbrand. Hierbij moet wel worden opgemerkt dat Theodosius geen toestemming had gegeven om de oude tempels af te breken.[10]
- Uit 399 stamt een Romeinse wet die opdroeg om de Romeinse tempels niet alleen te mijden maar ook te verwoesten.[10]
- Vernietiging in het jaar 642 door de Arabieren onder kalief Omar toen hij Egypte veroverde. Volgens de legende gaf hij de volgende order, ingegeven door generaal 'Amr ibn al-'As: "Ofwel zijn de boeken in strijd met de Koran en in dat geval is het ketterij, en anders zijn ze in overeenstemming met de Koran dus overbodig." De boekrollen gingen in boekverbranding verloren en werden in badhuizen gebruikt om ze op te stoken. De gehele inhoud, behalve de werken van Aristoteles, zou zijn vernietigd.
- Er zijn ook enkele onduidelijke berichten dat een aanzienlijk deel van de overgebleven boeken in de loop van de tijd naar Constantinopel is verscheept om de keizerlijke bibliotheek daar aan te vullen.

## Moderne Bibliotheek van Alexandrië
Hoewel in Alexandrië alweer geruime tijd een bibliotheek is voor de universiteit is deze lang niet zo bekend als de bibliotheek tijdens het hellenisme. Daarom ontstond sinds de jaren 60 het idee om, met steun van de Egyptische regering, een nieuw studiecentrum en bijbehorende bibliotheek te stichten. In de jaren 90 werd met de bouw begonnen vlak bij de vestigingsplaats van de beroemde oude bibliotheek en in 2003 werd de nieuwe moderne bibliotheek geopend: de Bibliotheca Alexandrina. Dit werd mogelijk gemaakt door schenkingen uit de collecties van grote bibliotheken in Amerika en Europa, door steun van onder andere de UNESCO en grote donaties aan geld en zeldzame manuscripten uit de Arabische wereld die graag aan een internationaal belangrijk studiecentrum in het Midden-Oosten meehielpen. Het is met de nieuwe bibliotheek de bedoeling de oude bibliotheek en het ideaal van Ptolemaeus om alle menselijke kennis te verzamelen en toegankelijk te maken in ere te houden. In de nieuwe bibliotheek bevindt zich een server waarop een, steeds actueel gehouden, kopie van het internetarchief draait. De bibliotheek is een belangrijk knooppunt in het internet voor de regio.